# Anilocra cavicauda
Anilocra cavicauda är en kräftdjursart som beskrevs av Richardson 1910. Anilocra cavicauda ingår i släktet Anilocra och familjen Cymothoidae. Inga underarter finns listade i Catalogue of Life.